# 극장판 귀멸의 칼날: 무한열차편
《극장판 귀멸의 칼날: 무한열차편》(일본어: 劇場版「鬼滅の刃」無限列車編 영어: Demon Slayer:Infinity Train)은 2020년 
10월 16일에 공개된 일본의 애니메이션 영화로, 고토게 코요하루의 만화 《귀멸의 칼날》의 극장판이다. 북미 주말 박스오피스 1위와 외국어 영화 첫 주 흥행 역대 1위를 기록했으며 2020년에 개봉한 영화 중 흥행 세계 1위를 기록했는데, 이는 미국에서 제작되지 않은 영화로는 사상 최초이다. 대한민국에서는 2021년 1월 27일에 자막으로 상영되었고, 2022년 4월 21일에 우리말 녹음으로 개봉되었다. 극장판을 포함해서 모든 귀멸의 칼날 연작(시리즈) 중 한국어 더빙으로 나온 것은 이 작품이 처음이다.

## 줄거리
혈귀술로 사람들을 잠에 빠뜨리는 도깨비인 엔무(하현 1)가 무한열차에 나타나 탑승자들을 포함한 귀살대원들을 해치자 탄지로 일행과 염주 렌고쿠 쿄쥬로가 출동해 엔무를 처치하려 시도했으나 엔무의 혈귀술에 의해 탄지로 일행과 렌고쿠 쿄쥬로는 잠에 빠지게 된다.
그 후 엔무가 아이들에게 무의식의 영역에 있는 정신의 핵을 파괴하라고 지시하자 아이들은 귀살대원들의 꿈 속으로 들어가 정신의 핵을 파괴하기 위해 노력한다. 탄지로는 자신의 꿈 속에서 물을 뜨러 갔다가 물에 비친 자신이 "이건 꿈이야! 어서 싸워!"라는 말을 하자 지금 자신이 있는 곳이 자신의 꿈 속이라는 걸 알아냈고 자신이 꿈에서 깨어날 수 있는 방법을 찾다가 돌아가신 아버지께 도움을 받아 꿈에서 깨어날 수 있는 방법을 깨닫는다. 꿈에서 깨어난 탄지로는 네즈코에게 혈귀술인 폭혈을 사용하여 다른 사람들을 깨워 달라고 부탁한다.
탄지로가 엔무의 목을 베었지만 이미 엔무는 열차와 융합해 한 몸이 되어있었다. 그 후 모든 귀살대원들이 잠에서 깨어나자 젠이츠와 네즈코, 렌고쿠 쿄쥬로는 열차 안에 있는 승객들을 보호하고 이노스케와 탄지로는 엔무의 목을 찾는 데에 집중한다. 결국 이노스케가 엔무의 목을 발견하자 탄지로와 이노스케는 호흡을 맞추어 엔무를 죽이는 데 성공한다. 그러나 엔무를 처치하는 과정에서 탄지로가 엔무의 계략에 넘어간 기관사에게 부상을 당하게 된다.
이후, 엔무가 소멸할 때 생겼던 충격 때문에 열차가 탈선하게 된다. 이때 렌고쿠 쿄쥬로는 승객들의 피해를 최소화하기 위해 노력해 기술을 많이 쓰며 체력을 많이 소비하게 된다.
그때, 아카자(상현 3)가 등장하고 부상당한 탄지로를 해치려 하자 렌고쿠 쿄쥬로가 나서서 아카자와 결투를 하게 된다. 이때 젠이츠와 네즈코는 열차가 탈선하여 부상을 입은 승객들을 구출한다. 하지만 탄지로는 상처부위가 벌어져서 중상을 입게 되었고 그걸 아는 렌고쿠 쿄쥬로가 탄지로에게 접근하려는 아카자를 막았다. 아카자는 렌고쿠에게 도깨비가 되기를 제안하지만 렌고쿠는 거절하였다. 그러자 아카자가 혈귀가 되지 않는다면 렌고쿠를 죽인다며 그 둘은 전투를 시작했다.
아카자는 혈귀술로 렌고쿠를 공격하기 시작하고 렌고쿠는 아카자와 대결하다 한쪽 눈이 실명되었다.또 아카자의 혈귀술으로 복부가 뚫린다.점점 해가 뜨기 시작하자 아카자는 팔을 빼 도망가려 하지만 렌고쿠는 아카자가 가지 못하게 팔을 세게 잡았다. 그러나 아카자는 자신의 팔을 찢어 도망간다.
아카자가 도망가자 탄지로는 아카자에게 귀살대는 언제나 자신들보다 도깨비들에게 더 유리한 어둠에서 싸웠다고 이야기한다.
마지막으로 렌고쿠가 탄지로에게 가족들에게 전해 달라며 유언을 남기고 사망한다.
그리고 꺾쇠 까마귀로부터 주들이 렌고쿠의 사망부고를 듣는다.

## 등장인물
- CV 하나에 나츠키/이경태 - 카마도 탄지로
- CV 키토 아카리/김연우- 카마도 네즈코
- CV 시모노 히로/김지율 - 아가츠마 젠이츠
- CV 마츠오카 요시츠구/이호산- 하시비라 이노스케
- CV 히노 사토시/장민혁 - 렌고쿠 쿄쥬로(염주)
- CV 히라카와 다이스케/김현욱 - 엔무(하현 1)
- CV 이시다 아키라/전태열 - 아카자(상현 3)
- CV 코야마 리키야/표영재 - 렌고쿠 신쥬로
- CV 토요구치 메구미/김보나 - 렌고쿠 루카
- CV 에노키 준야/표영재 - 렌고쿠 센쥬로
- CV 이세 마리야 - 어린 렌고쿠 쿄쥬로
- CV 하나자와 카나 - 칸로지 미츠리(연주)
- CV 카와니시 켄고 - 토키토 무이치로(하주)
- CV 사쿠라이 타카히로/강성우- 토미오카 기유(수주)
- CV 코니시 카츠유키/윤용식 - 우즈이 텐겐(음주)
- CV 하야미 사오리/윤아영 - 코쵸우 시노부(충주)
- CV 스즈무라 켄이치/전태열 - 이구로 오바나이(사주)
- CV 세키 토모카즈/이창민 - 시나즈가와 사네미(풍주)
- CV 스기타 토모카즈/김현욱 - 히메지마 교메이(암주)
- CV 모리카와 토시유키/표영재 - 우부야시키 카가야
- CV 사토 리나/박시윤 - 우부야시키 아마네
- CV 미키 신이치로/윤용식 - 카마도 탄쥬로
- CV 쿠와시마 호우코/윤아영 - 카마도 키에
- CV 혼도 카에데/유영 - 카마도 시게루
- CV 타이치 요우/김보나 - 카마도 타케오
- CV 코하라 코노미/박시윤 - 카마도 하나코
- CV 코가 아오이/장미 - 카마도 로쿠타
- CV 카사마 쥰 - 차장

## 수상 목록
- 2021년 아시안 필름 어워즈 최고 흥행 아시아 영화상

## 같이 보기
- 일본의 애니메이션 영화 흥행 기록
- 귀멸의 칼날
- 귀멸의 칼날: 환락의 거리편
- 귀멸의 칼날: 남매의 연
- 귀멸의 칼날: 나타구모산 편
- 귀멸의 칼날: 주합회의·나비저택 편
- 귀멸의 칼날: 무한열차편
- 귀멸의 칼날: 상현집결, 그리고 도공 마을로
- 귀멸의 칼날: 도공 마을편
- 귀멸의 칼날: 합동 강화 훈련편
- 귀멸의 칼날: 장구저택 편
- 귀멸의 칼날: 아사쿠사 편
- 고토게 코요하루